# Agrostis perennans
Agrostis perennans é uma espécie de gramínea do gênero Agrostis, pertencente à família Poaceae.